# Open Door Policy
Open Door Policy — восьмой студийный альбом американской рок-группы The Hold Steady, изданный 19 февраля 2021 года на собственном лейбле группы Positive Jams.
Альбом был спродюсирован Джошем Кауфманом, который ранее работал с группой над их седьмым студийным альбомом Thrashing Thru the Passion (2019), и был предварен синглами «Family Farm», «Heavy Covenant» и «Spices».
Выпущенный под одобрительные отзывы критиков, альбом дебютировал на шестом месте под в американском хит-параде Billboard Top Album Sales и под номером 48 в чарте Top Rock Albums. В конце 2021 года альбом получил похвальные отзывы от AllMusic, Uncut, появившись в их списках конца года.

## История
Альбом был записан в декабре 2019 года в Clubhouse Studio и The Isokon Studio в Нью-Йорке, с продюсером Джошем Кауфманом. Вокалист Крейг Финн сказал в пресс-релизе: «Open Door Policy в значительной степени создавался как альбом, а не как сборник отдельных песен, и он ощущается как наша самая обширная в музыкальном плане запись. Этот альбом был написан и почти полностью записан до начала пандемии, но песни и истории исследуют власть, богатство, психическое здоровье, технологии, капитализм, потребительство и выживание — вопросы, которые усугубились в 2020 году».
В альбоме выступают музыканты Стюарт Боги, Джордан МакЛин, Кассандра Дженкинс, Энни Неро и Мэтт Баррик из The Walkmen.
1 декабря 2020 года группа The Hold Steady объявила о том, что выпускает свой восьмой студийный альбом..

## Отзывы
| Совокупная оценка   | Совокупная оценка |
| Источник            | Оценка            |
| ------------------- | ----------------- |
| AnyDecentMusic?     | 7.6/10            |
| Metacritic          | 78/100            |
| Оценки критиков     |                   |
| Источник            | Оценка            |
| AllMusic            | [ 11 ]            |
| American Songwriter | [ 12 ]            |
| Beats Per Minute    | 76%               |
| Clash               | 8/10              |
| DIY                 | [ 15 ]            |
| Exclaim!            | 8/10              |
| MusicOMH            | [ 17 ]            |
| Paste               | 8.1/10            |
| Pitchfork           | 7.6/10            |
| PopMatters          | 6/10              |

Альбом получил положительные отзывы музыкальной критики и интернет-изданий. Он получил 78 из 100 баллов на интернет-агрегаторе Metacritic.
В рецензии в Pitchfork Архивная копия от 1 февраля 2022 на Wayback Machine Дэниел Фельзенталь написал: «Их омоложённый второй акт продолжается с Open Door Policy, витиеватой записью, которая включает амбициозные композиции Николая как неотъемлемую часть написания песен группы. Страсть заставила их признать, цитируя текст песни: „Это не обязательно должно быть идеальным, просто это должно того стоить“. На Open Door Policy они достигают чего-то большего: если не совершенства, то музыки с барочностью, которую мы ещё не слышали от них раньше…. Большие моменты появляются в неожиданных местах на Open Door Policy.» В рецензии для AllMusic, Стивен Томас Эрлевайн написал: «Написанный и записанный как цельный альбом, Open Door Policy кажется двоюродным братом Thrashing Thru the Passion: Hold Steady используют все преимущества своего большого холста. Слова Финна заслуживают концентрации, но ключ к Open Door Policy в том, что он играет как оперный рок-н-ролл, где акцент делается больше на мелодраме, чем на зернистости. Возможно, это замедление темпа — неизбежный побочный эффект среднего возраста».
Ли Циммерман из American Songwriter написал: «Выраженная от первого лица музыка сопровождается чувством тревоги, срочности и неопределенности, что, в свою очередь, повышает интерес и интригу. Очевидно, что The Hold Steady намерены зарыться под поверхность в своей погоне за принципами и приличиями». Тим Сенц из Beats Per Minute высоко оценил вокал вокалиста Крейга Финна, отметив: «Вокал Финна стал менее гнусавым, а лирически он рассказывает немного более масштабную историю, а не просто пишет отдельные песни». Джейми Уайлд из Clash объяснил: «Энергию альбома можно назвать лихорадочной. В нём есть место комичному и остроумному вмешательству в более глубокие темы. Этот альбом показывает группу, которая после почти двух десятилетий в игре по-прежнему получает удовольствие от того, что делает, а их сплоченная химия соответствует названию группы. Лирические наблюдения Финна снова занимают центральное место в „Open Door Policy“. Вокальный микс продюсера Джоша Кауффмана захватывает горло, поскольку Финн говорит в стиле Beat, как Керуак или Гинзберг».

### Итоговые списки
| Публикация       | Список                         | Ранг | Ссылка |
| ---------------- | ------------------------------ | ---- | ------ |
| AllMusic         | AllMusic’s Best of 2021        | N/A  | [ 20 ] |
| Double J         | The 50 Best albums of 2021     | 25   | [ 21 ] |
| God is in the TV | Albums of the Year 2021        | 9    | [ 22 ] |
| Uncut            | Uncut’s 75 Best Albums of 2021 | 32   | [ 23 ] |

## Список композиций
| №   | Название                    | Музыка                   | Длительность |
| --- | --------------------------- | ------------------------ | ------------ |
| 1.  | «The Feelers»               | Craig Finn Franz Nicolay | 4:45         |
| 2.  | «Spices»                    | Finn Tad Kubler          | 3:45         |
| 3.  | «Lanyards»                  | Finn Kubler              | 3:54         |
| 4.  | «Family Farm»               | Finn Nicolay Kubler      | 3:42         |
| 5.  | «Unpleasant Breakfast»      | Finn Kubler              | 4:59         |
| 6.  | «Heavy Covenant»            | Finn Nicolay             | 4:39         |
| 7.  | «The Prior Procedure»       | Finn Steve Selvidge      | 3:38         |
| 8.  | «Riptown»                   | Finn Selvidge Kubler     | 3:22         |
| 9.  | «Me & Magdalena»            | Finn Nicolay             | 3:48         |
| 10. | «Hanover Camera»            | Finn Nicolay             | 3:58         |
| 11. | «Parade Days» (Bonus track) | Finn Selvidge            | 3:16         |

## Чарты
| Чарт (2021)                                  | Высшая позиция |
| -------------------------------------------- | -------------- |
| Шотландия (Scottish Albums Chart)            | 9              |
| Великобритания (UK Independent Albums Chart) | 7              |
| США (Billboard Top Rock Albums)              | 48             |
| США (Billboard Top Album Sales)              | 6              |
| США (Billboard Top Tastemaker Albums)        | 5              |